# Elezioni parlamentari in Siria del 2003
Le elezioni parlamentari in Siria del 2003 si tennero il 5 marzo. Esse videro la vittoria del Fronte Nazionale Progressista, che ottenne 167 seggi su 250 al Consiglio del popolo.
L'affluenza fu del 63,0%.

## Risultati
| Liste | Voti | %    | Seggi |
| --- | ---- | ---- | ----- |
| Partito Ba'th |      | 54,0 | 135   |
| Altri partiti del Fronte Nazionale Progressista: Movimento Socialista Arabo, Unione Socialista Araba, Partito Comunista Siriano (Bakdash), Partito Comunista Siriano (Unificato), Socialdemocratici Unionisti, Socialisti Unionisti, Partito Nazionalista Sociale Siriano |      | 12,8 | 32    |
| Indipendenti |      | 33,2 | 83    |
| Totale |      |      | 250   |